# Mårten Schultz
Mårten Schultz, född 4 juli 1973 i Kristinehamn, Värmland, är en svensk professor i civilrätt, verksam vid Stockholms universitet. 

## Bakgrund
Schultz bodde sina första år i Kristinehamn och Karlstad, innan familjen flyttade till Ösmo i Nynäshamns kommun, där han gick grundskola. Gymnasietiden tillbringades på Fredrika Bremergymnasiet i Haninge. Han gick juristlinjen vid Stockholms universitet och parallellt med den läste han också idéhistoria, litteraturvetenskap, filosofi och astronomi.
Efter juristexamen arbetade han först i Sunne i norra Värmland, innan han tog sin an ett utredningsprojekt vid Osnabrück-universitet i Tyskland. 
Schultz är son till åklagaren Nils-Eric Schultz.

## Akademisk karriär
Åren 2002–2007 genomgick han doktorandutbildning vid Stockholms universitet, Han disputerade 2007 med avhandlingen Kausalitet: studier i skadeståndsrättslig argumentation och utsågs året därpå till docent.
Schultz blev professor i civilrätt vid Uppsala universitet den 1 mars 2011. Den 1 november samma år blev han professor vid Stockholms universitet. 2012 valdes han även till årets lärare vid Stockholms universitet.
I oktober 2015 knöts Schultz till Institutet för Framtidsstudier.

## Övrig verksamhet
Schultz är grundare av och ordförande för Institutet för Juridik och Internet, som arbetar för att stärka skyddet för mänskliga rättigheter, särskilt integritet, i digitala miljöer.
Han är engagerad i den juridiska debatten, och har framträtt som juridisk expert i bland annat Lex Alonzo. Han har medverkat som skribent för Dagens Juridik, Neo, tidningen Advokaten, Affärsvärlden och Karnov Nyheter. Mellan 2011 och 2012 var han krönikör i Dagens Nyheter och är sedan 2013 skribent för Liberala Nyhetsbyrån. Under hösten 2014 knöts Schultz till Svenska Dagbladet som juridisk kommentator. Han sitter i redaktionen för Svensk Juristtidning. 
Schultz är också ledamot av Brottsoffermyndighetens nämnd, Centrum för Rättvisas rättsliga råd, ECPAT:s rättsliga råd och den svenska styrelsen för Nordiska Juristmötet. Sedan september 2016 är Schultz en av fyra experter i prins Carl Philip och prinsessan Sofias stiftelse mot näthat, tillsammans med Björn Johansson, Karin Nygårds och Jenny Klefbom.
Sedan januari 2013 driver Schultz Juridikpodden tillsammans med Tove Lindgren. Han är sedan 2019 ledamot av regeringens digitaliseringsråd.

## Utmärkelser och priser
- H. M. Konungens medalj i guld av 8:e storleken i Serafimerordens band (Kon:sGM8mserafb, 2022) för framstående folkbildande insatser inom juridiken (2012).[8]

- Årets Jurist (2012)
- Årets lärare på Stockholms universitet (2012)
- Dataföreningens Kjell Hultman-pris (2014)[9]
- Natur och Kulturs populärvetenskapliga pris (2017)
- Åforsks Kunskapspris (2018)[10].